# Kontrafaktisk historie
Kontrafaktisk historie (undertiden også kaldt alternativ historie) er en genre inden for historieskrivning, hvor man forestiller sig, hvad der ville være sket, hvis en bestemt handling var faldet anderledes ud.
Kontrafaktisk historie skrives både af historikere og af forfattere (mange af sidstnævnte skriver også inden for science fiction eller fantasy).

## Faghistorisk kontrafaktisk historie
Kontrafaktisk historie som en genre inden for seriøs historieskrivning begyndte nok med Niall Fergusons Virtual History i 1997.
I Danmark blev det fulgt op af bl.a. Rasmus Dahlberg.
Mange historikere mener at kontrafaktisk historie er en underholdende øvelse, der dog er for spekulativ af natur til at kunne leve op til de krav der normalt stilles til historisk forskning. Fortalere for kontrafaktisk historie har dog påpeget at der i historieskrivning ofte fremstilles påstande om kausalitet i historien, der implicit indeholder kontrafaktiske overvejelser. F.eks. når der fremstilles en påstand om at en vis strategisk beslutning i en krig hjalp en af siderne med at vinde krigen, antyder det samtidig at krigen ville have gået anderledes hvis den strategiske beslutning ikke havde været taget.

## Kontrafaktisk historie som litterær genre
Som litterær genre har kontrafaktisk historie endnu ikke sat sig igennem på dansk i større udstrækning. På engelsk er genren derimod ganske udbredt og skrevet af forfattere som Harry Turtledove (Ruled Britannia, How Few Remain), L. Sprague de Camp, Robert Harris (Fatherland), Robert Sobel (For Want of a Nail) og Philip Roth (The plot against America)
En række danske forfattere har ligeledes udgivet bøger om kontrafaktiske temaer, herunder:
- Hans Behr: Om det danske spørgsmål. Modtryk 1982.
- Rasmus Dahlberg (red.): En anden historie. Aschehoug 2001.
- Rasmus Dahlberg: Det afgørende øjeblik. Aschehoug 2002.

## Film og spil
De forskellige Command & Conquer: Red Alert-spil udviklet af Westwood Studios og senere en underafdeling af EA games, bygger på kontrafaktisk historie. Det samme gør Iron Sky fra 2012, en science fiction-komediefilm.